# Либенау, Уильям

Уильям Либенау сидит слева от Джона Кеннеди. Фото 1960 года

Уильям Либенау (англ. William Liebenow; 1920 — 2017) — офицер ВМС США в годы Второй мировой войны, командир торпедного катера. Известен тем, что спас экипаж другого торпедного катера, которым командовал будущий 35-й президент США Джон Кеннеди.
Либенау пошел на флот вскоре после нападения японцев на Перл-Харбор. Около двух лет он воевал на Соломоновых островах, архипелаге к востоку от Австралии и Папуа — Новой Гвинеи. Среди его соседей по палатке был 26-летний шкипер из Массачусетса Джон Кеннеди.

## Спасение экипажа Джона Кеннеди

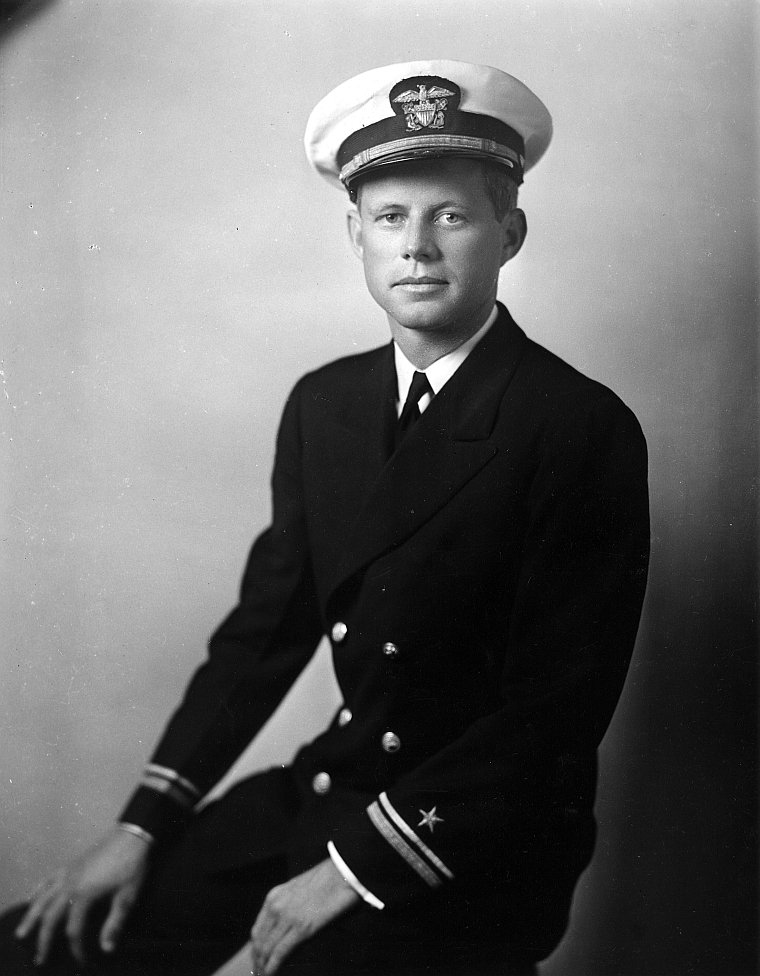
Лейтенант Джон Кеннеди в годы Второй мировой войны

2 августа 1943 года Кеннеди получил задание в составе группы из шестнадцати катеров атаковать японские корабли. Во время ночного рейда выскочивший из темноты вражеский эсминец протаранил и разрезал PT-109 пополам. При падении на палубу Джон сильно повредил и так травмированную до этого спину. Двигатель, работающий на высокооктановом бензине, взорвался. Из тринадцати моряков мгновенно погибло двое, остальные были спасены благодаря своевременным и чётким действиям Кеннеди. В течение пяти часов команда катера добиралась вплавь до ближайшего острова Науро, причём Кеннеди тащил за собой одного из раненых.
Шесть дней они питались кокосами. «Кеннеди пытался переправить свой экипаж на другой остров неподалеку. Он пытался заплывать ночью в океан, думая, что сможет перехватить другой патрульный катер. Но на острове, где размещались моряки-товарищи Кеннеди, руководство решило, что выживших после взрыва не осталось. Спасательное судно не приходило. В тот момент казалось, что человеку, который впоследствии станет 35-м президентом США, осталось жить всего несколько дней».
Экипаж Кеннеди заметили двое жителей тихоокеанских островов, проплывавших мимо в каноэ. Их языка Кеннеди не знал. Бумаги у него не было. У него был нож и целый остров кокосов. Он взял один из них и начал вырезать: «11 в живых. Нужна небольшая лодка».
Кокос был доставлен австралийскому береговому наблюдателю, который передал сообщение на базу США на острове Рендова. Но руководство базы отнеслось к нему с недоверием, полагая, что это уловка японцев с целью заманить американцев в засаду. Тем не менее было решено отправить один торпедный катер, которым командовал Уильям Либенау.
Либенау шёл на своем катере быстро, при этом стараясь соблюдать осторожность, чтобы не быть обнаруженными японскими кораблями. Добравшись до острова Либенау нашёл экипаж Кеннеди и эвакуировал на базу. Если бы будущий президент и другие члены команды его катера остались на острове, они могли попасть в плен или погибнуть в бою.
В июне 1944 году Уильям Либенау командовал торпедным катером, участвовавшим в высадке союзников в Нормандии. После войны офицер работал фармацевтом.
Через 18 лет Кеннеди пригласил Либенау и его семью на свою инаугурацию.

Эта история стала одной из легенд о Кеннеди. Будучи кандидатом в президенты, он часто встречался с ветеранами, и те клялись, что были на спасшем его катере. «Либ, — говорил Кеннеди своему старому другу, — если за меня проголосуют все, кто заявляет, что был на твоей лодке в ночь, когда нас подобрали, я выиграю с огромным отрывом».
Уильям Либенау скончался от пневмонии на 98 году жизни в Орландо, штат Флорида в феврале 2017 года.